# TNA International Championship
O TNA International Championship (em português: Campeonato Internacional da TNA) é um campeonato de luta profissional masculino criado e promovido pela Total Nonstop Action Wrestling (TNA).

## História

Campeão inaugural, Steve Maclin.

Em 29 de março de 2025, durante as gravações do TNA Impact!, o diretor de autoridade Santino Marella despojou Steph De Lander do Campeonato de Mídia Digital da TNA, aposentando o título e substituindo-o pelo Campeonato Internacional da TNA.
Em 17 de abril de 2025, no evento principal do pay-per-view TNA Unbreakable, Steve Maclin se tornou o primeiro campeão internacional da TNA ao derrotar Eric Young e A. J. Francis.

### Torneio inaugural
|  |                                                                       |                                                                       |              |     |                                  |                                  |
|  | Primeira rodada (TNA Impact!, 10 de abril) (Unbreakable, 17 de abril) | Primeira rodada (TNA Impact!, 10 de abril) (Unbreakable, 17 de abril) |              |     | Final (Unbreakable, 17 de abril) | Final (Unbreakable, 17 de abril) |
|  | Primeira rodada (TNA Impact!, 10 de abril) (Unbreakable, 17 de abril) | Primeira rodada (TNA Impact!, 10 de abril) (Unbreakable, 17 de abril) |              |     | Final (Unbreakable, 17 de abril) | Final (Unbreakable, 17 de abril) |
|  |                                                                       |                                                                       |              |     |                                  |                                  |
|  |                                                                       |                                                                       |              |     |                                  |                                  |
|  | Eddie Edwards                                                         | 9:55                                                                  |              |     |                                  |                                  |
|  | Eddie Edwards                                                         | 9:55                                                                  |              |     |                                  |                                  |
|  | Ace Austin                                                            | –                                                                     |              |     |                                  |                                  |
|  | Ace Austin                                                            | –                                                                     |              |     |                                  |                                  |
|  | Steve Maclin                                                          | Pin                                                                   |              |     |                                  |                                  |
|  | Steve Maclin                                                          | Pin                                                                   |              |     |                                  |                                  |
|  |                                                                       |                                                                       |              |     |                                  |                                  |
|  |                                                                       |                                                                       |              |     |                                  |                                  |
|  | Zachary Wentz                                                         | 8:50                                                                  | Steve Maclin | Pin |                                  |                                  |
|  | Zachary Wentz                                                         | 8:50                                                                  | Steve Maclin | Pin |                                  |                                  |
|  | JDC                                                                   | –                                                                     |              |     | Eric Young                       | –                                |
|  | JDC                                                                   | –                                                                     |              |     | Eric Young                       | –                                |
|  | Eric Young                                                            | Pin                                                                   |              |     | A. J. Francis                    | 13:40                            |
|  | Eric Young                                                            | Pin                                                                   |              |     | A. J. Francis                    | 13:40                            |
|  |                                                                       |                                                                       |              |     |                                  |                                  |
|  |                                                                       |                                                                       |              |     |                                  |                                  |
|  | A. J. Francis                                                         | Pin                                                                   |              |     |                                  |                                  |
|  | A. J. Francis                                                         | Pin                                                                   |              |     |                                  |                                  |
|  | Mance Warner                                                          | –                                                                     |              |     |                                  |                                  |
|  | Mance Warner                                                          | –                                                                     |              |     |                                  |                                  |
|  | Sami Callihan                                                         | 7:51                                                                  |              |     |                                  |                                  |
|  | Sami Callihan                                                         | 7:51                                                                  |              |     |                                  |                                  |

## Reinados
Em 19 de maio de 2025.
| No.     | Número geral do reinado                     |
| Reinado | Número de reinado para o campeão específico |
| Dias    | Número de dias retidos                      |
| +       | O reinado atual está mudando diariamente    |

| Nº                                   | Campeão      | Mudança de Campeão  | Mudança de Campeão | Mudança de Campeão | Estatísticas do reinado | Estatísticas do reinado | Notas                                                                                          | Ref.  |
| Nº                                   | Campeão      | Data                | Evento             | Local              | Reinado                 | Dias                    | Notas                                                                                          | Ref.  |
| ------------------------------------ | ------------ | ------------------- | ------------------ | ------------------ | ----------------------- | ----------------------- | ---------------------------------------------------------------------------------------------- | ----- |
| Total Nonstop Action Wrestling (TNA) |              |                     |                    |                    |                         |                         |                                                                                                |       |
| 1                                    | Steve Maclin | 17 de abril de 2025 | Unbreakable        | Paradise, NV       | 1                       | 32+                     | Derrotou Eric Young e A. J. Francis na final de um torneio para se tornar o campeão inaugural. | [ 2 ] |